# Oxira subrufa
Oxira subrufa är en fjärilsart som beskrevs av Adrian Hardy Haworth 1809. Oxira subrufa ingår i släktet Oxira och familjen nattflyn. Inga underarter finns listade i Catalogue of Life.